# John Hoeven
John Henry Hoeven III (nacido en Bismarck, Dakota del Norte, 13 de marzo de 1957) es un político estadounidense. Representa al estado de Dakota del Norte en el Senado de ese país desde 2011. Está afiliado al Partido Republicano. Entre 2000 y 2010, fue gobernador de Dakota del Norte. Fue reelegido en dos ocasiones para ese cargo.